# Paracanthonchus spectabilis
Paracanthonchus spectabilis is een rondwormensoort uit de familie van de Cyatholaimidae. De wetenschappelijke naam van de soort is voor het eerst geldig gepubliceerd in 1931 door Allgén.